# Busicom

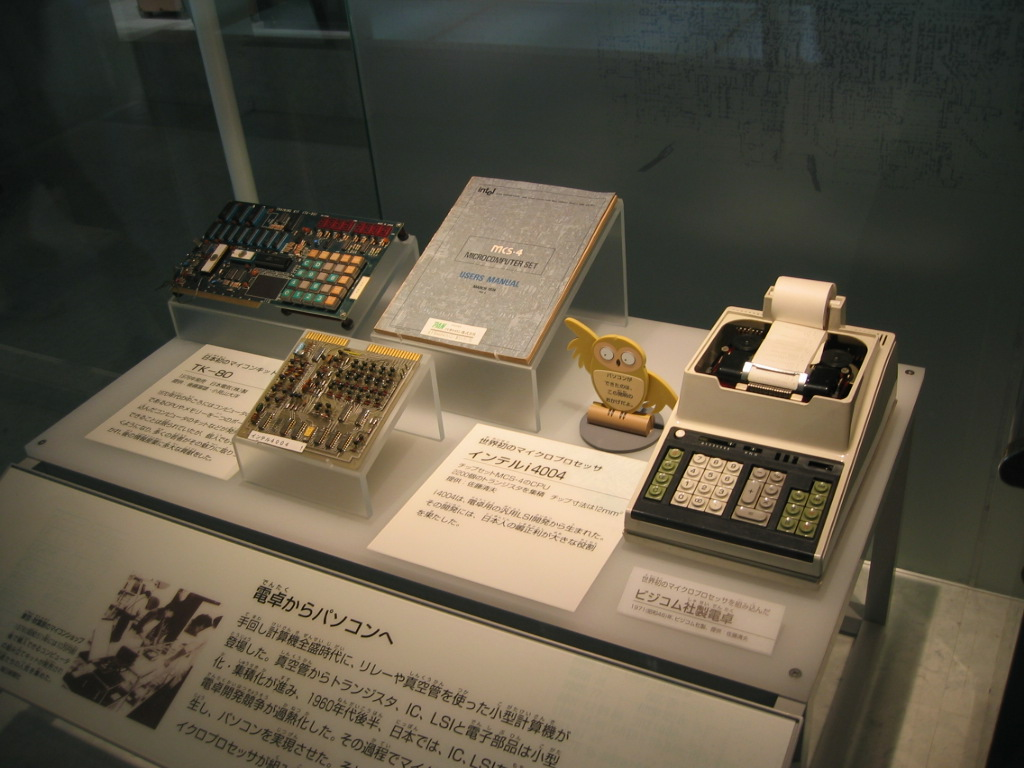
La calculatrice Busicom basée sur le processeur Intel 4004, à côté de l'ordinateur simple carte lui aussi basé sur le 4004, Ueno, Tokyo

La société Busicom est célèbre car c'est en demandant à Intel, en 1969, de développer un ensemble de circuits intégrés extrêmement compliqués, pour une nouvelle ligne de calculatrices, qu'elle les poussa à inventer le premier microprocesseur à être commercialisé, l'Intel 4004. Elle en possédait les droits exclusifs en 1970, mais elle les partagea avec Intel en 1971.
Le nom Busicom désigne deux compagnies différentes :
- La Nippon Calculating Machine Corporation, Ltd créée en 1945, qui prit le nom de Busicom en 1967 et qui fait faillite en 1974.
- Broughtons of Bristol qui rachète le nom Busicom l'année de sa faillite.

## Nippon Calculating Machine Corporation

### Histoire

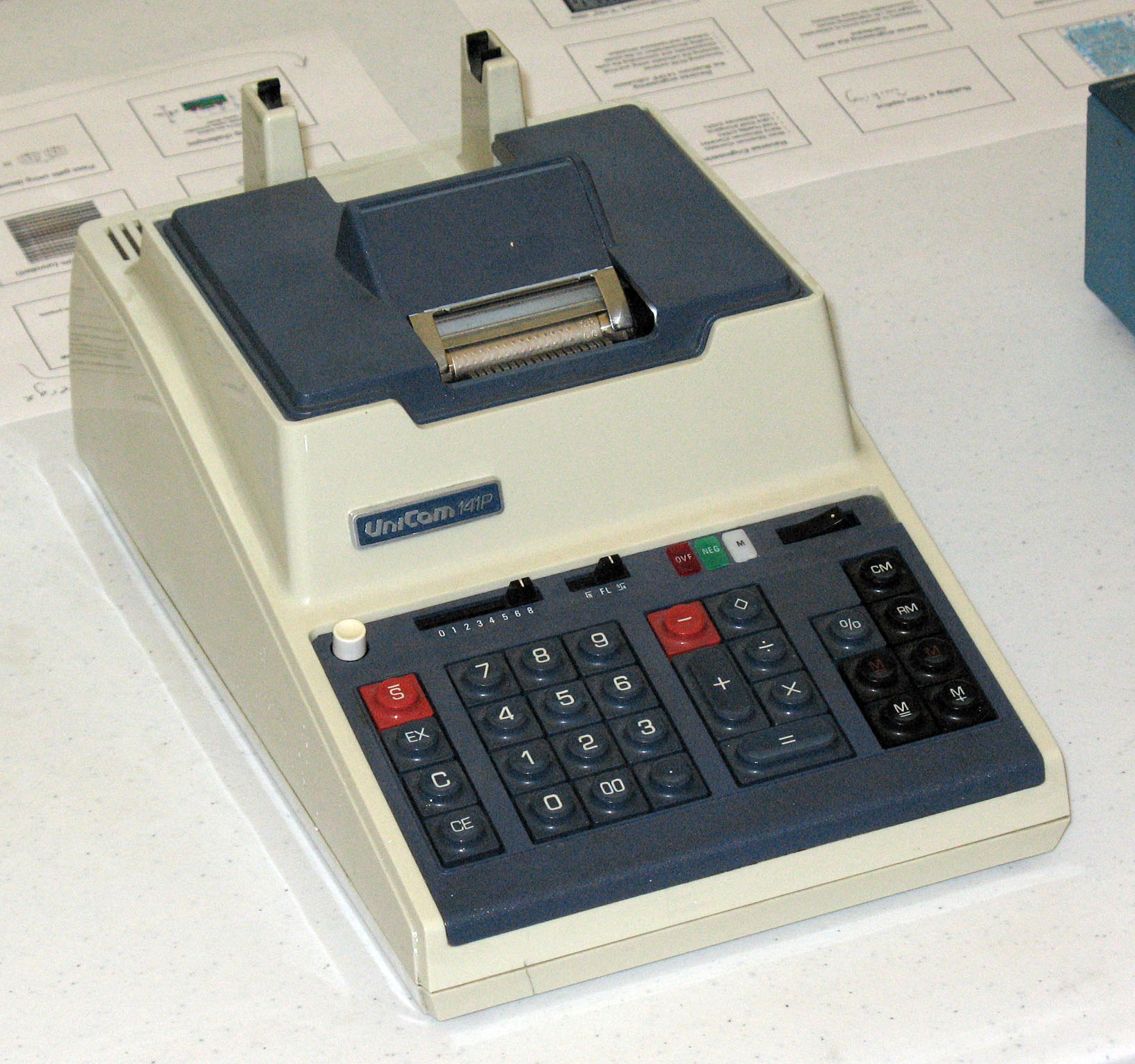
L'Unicom 141P et le NCR 18-36 sont des versions OEM du 141-PF

La Nippon Calculating Machine Corporation, Ltd créée en 1945 prend le nom de Busicom en 1967 et fait faillite en 1974. Elle commence avec la fabrication de calculatrices mécaniques de type Odhner, puis fabrique des calculatrices électroniques. Elle est la première compagnie à avoir un microprocesseur dans une calculatrice, le 4004 d'Intel, pour ses machines de haut de gamme et la première compagnie à avoir un seul circuit intégré regroupant toutes les fonctions nécessaires d'une calculatrice pour ses machines de bas de gamme, le Mostek MK6010.
Un de ses derniers modèles mécaniques est le calculateur HL-21.
Sa calculatrice de haut de gamme avec le premier microprocesseur est la Busicom 141-PF.
Ses calculatrices de bas de gamme, les Busicom LE-120A (Handy-LE) et LE-120S (Handy), sont la gamme de première calculatrice de poche électronique. Elles sont aussi les premières à utiliser un écran à technologie DEL.

### Développement du premier microprocesseur (Coté Busicom)
Afin de limiter les frais de production et de développement de leurs machines électroniques de haut de gamme, Busicom décide de créer un organe de calcul, centré autour de quelques circuits intégrés, qui pourrait être utilisé pour une ligne complète de calculatrices en ne modifiant que les circuits intégrés de mémoires mortes. Ses ingénieurs arrivent à une solution qui avait 12 circuits intégrés au total et ils demandent à Intel, une compagnie qui avait commencé un an auparavant, en 1968, de l'implémenter.
Après avoir étudié le projet, Ted Hoff, le chef de projet d'Intel, propose une solution avec seulement 4 circuits intégrés différents : un circuit intégré central qui allait devenir le microprocesseur 4004 entouré d'un mélange de 3 circuits intégrés différents contenant de la ROM, des registres à décalage, des ports d'entrée-sortie et de la RAM. En 1969, le premier produit d'Intel est le 3101 à jonctions Schottky, une SRAM TTL bipolaire de 64 bits.
Les ingénieurs de Busicom acceptent la nouvelle implémentation et les composants sont délivrés au Japon vers la fin de 1970. Intel s'est rendu compte assez rapidement de l'importance et de la flexibilité du 4004, mais Busicom en était propriétaire. Vers le milieu de 1971, Busicom demande à Intel de réduire ses prix, ce qui lui permet de renégocier les droits du 4004.
C'est ainsi que le 15 novembre 1971, Intel annonce la disponibilité immédiate du microprocesseur 4004 et des trois premiers composants de sa famille (tous utilisés dans la calculatrice de Busicom) dans une publicité du journal Electronic News.

## Broughtons
Broughtons est une société de Bristol en Angleterre vendant des machines de bureau et des calculatrices ainsi que la maintenance et le support de ces machines. En 1974, la société japonaise Busicom est son fournisseur principal et c'est donc après sa faillite que Broughtons rachete la marque et continue ses activités sous le nom de Busicom.